# 文成街道
文成镇，是中华人民共和国江西省上饶市玉山县下辖的一个乡镇级行政单位。

## 行政区划
文成镇下辖以下地区：
十里山村、邱家村、姜宅村、板桥村、山边村、毛塘村、金桥村、珠湖村、涨畈村、莲湖村、乌英村、六亩村和洪家村。